# Ronde van Limburg 2024
Il Ronde van Limburg 2024, settantaduesima edizione della corsa e valida come prova dell'UCI Europe Tour 2024 categoria 1.1, si svolse il 20 maggio 2024 su un percorso di 195,6 km, con partenza da Hasselt e arrivo a Tongeren, in Belgio. La vittoria fu appannaggio dell'olandese Dylan Groenewegen, il quale completò il percorso in 4h30'40", alla media di 43,36 km/h, precedendo il tedesco Maurice Ballerstedt e il belga Arnaud De Lie.
Sul traguardo di Tongeren 118 ciclisti, dei 132 partiti da Hasselt, portarono a termine la competizione.

## Squadre e corridori partecipanti
| N.    | Cod. | Squadra                 |
| ----- | ---- | ----------------------- |
| 1-7   | IWA  | Intermarché-Wanty       |
| 11-17 | ADC  | Alpecin-Deceuninck      |
| 21-27 | JAY  | Team Jayco AlUla        |
| 31-37 | TVL  | Team Visma-Lease a Bike |
| 41-47 | BWB  | Bingoal WB              |
| 51-57 | CJR  | Caja Rural-Seguros RGA  |
| 61-67 | EKP  | Equipo Kern Pharma      |
| 71-77 | LTD  | Lotto Dstny             |
| 81-87 | Q36  | Q36.5 Pro Cycling Team  |
| 91-95 | TDT  | TDT-Unibet Cycling Team |

| N.      | Cod. | Squadra                     |
| ------- | ---- | --------------------------- |
| 101-107 | TFB  | Team Flanders-Baloise       |
| 111-117 | TEN  | TotalEnergies               |
| 121-127 | TUD  | Tudor Pro Cycling Team      |
| 131-137 | UXM  | Uno-X Mobility              |
| 141-147 | DHM  | Deschacht-Group Hens        |
| 151-157 | GSH  | Airtox-Carl Ras             |
| 161-167 | BCY  | Beat Cycling Team           |
| 171-177 | TIS  | Tarteletto-Isorex           |
| 181-187 | PWB  | Philippe Wagner-Bazin       |
| 191-197 | SQD  | Soudal-Quick-Step Devo Team |

## Ordine d'arrivo (Top 10)
| Pos. | Corridore           | Squadra     | Tempo    |
| ---- | ------------------- | ----------- | -------- |
| 1    | Dylan Groenewegen   | Jayco       | 4h30'40" |
| 2    | Maurice Ballerstedt | Alpecin     | s.t.     |
| 3    | Arnaud De Lie       | Lotto       | s.t.     |
| 4    | Alexander Kristoff  | Uno-X       | s.t.     |
| 5    | Gerben Thijssen     | Intermarché | s.t.     |
| 6    | Matteo Moschetti    | Q36.5       | s.t.     |
| 7    | Simon Dehairs       | Alpecin     | s.t.     |
| 8    | Daniel Stampe       | Airtox      | s.t.     |
| 9    | Toon Aerts          | Deschacht   | s.t.     |
| 10   | Marc Brustenga      | Kern        | s.t.     |